# Nerw podoczodołowy

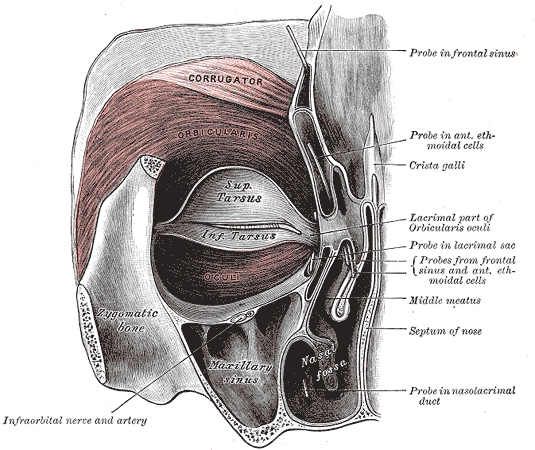
Przekrój przez głowę w płaszczyźnie czołowej, nerw podoczodołowy podpisany jako Infraorbital nerve

Nerw podoczodołowy (łac. nervus infraorbitalis) – w anatomii człowieka nerw będący przedłużeniem nerwu szczękowego (V2). 
Na swoim przebiegu oddaje następujące odgałęzienia:
- nerwy zębodołowe górne
  - gałęzie zębodołowe górne tylne
  - gałąź zębodołowa górna środkowa
  - gałęzie zębodołowe górne przednie
- gałęzie końcowe unerwiające skórę i błonę śluzową podoczodołowej okolicy twarzy
  - gałęzie powiekowe dolne
  - gałęzie nosowe wewnętrzne
  - gałęzie nosowe zewnętrzne
  - gałęzie wargowe górne

Wszystkie gałęzie zębodołowe górne tworzą splot zębowy górny, zlokalizowany w wyrostku zębodołowym szczęki.